# Обрі Джозеф
Обрі Омарі Джозеф (англ. Aubrey Omari Joseph, нар. 26 листопада 1997), Бруклін, Нью-Йорк) — американський актор, найбільш відомий за роллю Тайрона Джонсона у серіалі Freeform «Плащ і Кинджал» (2018—2019).

## Біографія
Джозеф народився 26 листопада 1997 року в Брукліні, Нью-Йорк. Навчався у Професійній школі виконавських мистецтв у Нью-Йорк.
Він почав грати на сцені, зігравши Сімбу в бродвейському мюзиклі «Король Лев», роль, яку він чергував з Джудою Белламі. Він також знявся у фільмі «В'янучий жиголо» (2013), а потім у фільмі «Нічний втікач» (2015).
У 2017—2018 роках Джозеф зіграв свою першу головну роль Тайрона Джонсона/Плаща у телесеріалі Marvel «Плащ і Кинджал».
У 2025 році виконав другорядну роль у кримінальному трилері Спайка Лі «З вершин до низин».

## Фільмографія
| Рік       |    | Українська назва                    | Оригінальна назва                 | Роль                |
| --------- | -- | ----------------------------------- | --------------------------------- | ------------------- |
| 2013      | ф  | В'янучий жиголо                     | Fading Gigolo                     | Цефус               |
| 2014      | с  | Пакт смерті                         | Death Pact                        | Мартін              |
| 2014      | с  | Закон і порядок: Спеціальний корпус | Law & Order: Special Victims Unit | Юсуф Барре          |
| 2015      | ф  | Всю ніч в бігах                     | Run All Night                     | Кертіс 'Легс' Бенкс |
| 2016      | с  | Одного разу вночі                   | The Night Of                      | Дуайт Гуден Стоун   |
| 2017      | ф  | Квакерський звук                    | A Quaker Sound                    | Еліас               |
| 2018      | ф  | Високий міст                        | The High Bridge                   | Авель               |
| 2018—2019 | с  | Плащ і Кинджал                      | Cloak & Dagger                    | Тайрон Джонсон      |
| 2019      | с  | Дорослий Ед                         | Adult Ed                          | Кевін               |
| 2019      | мс | Людина-павук                        | Spider-Man                        | Тайрон Джонсон      |
| 2019—2020 | с  | Втікачі                             | Runaways                          | Тайрон Джонсон      |
| 2020      | с  | Усюди жевріють пожежі               | Little Fires Everywhere           | Уоррен Райт         |
| 2022      | ф  | Перевірка                           | The Inspection                    | Боулс               |
| 2025      | ф  | З вершин до низин                   | Highest 2 Lowest                  | Трей Кінг           |